# Sachsenheim
Sachsenheim è una città tedesca situata nel land del Baden-Württemberg.